# Collie de granja

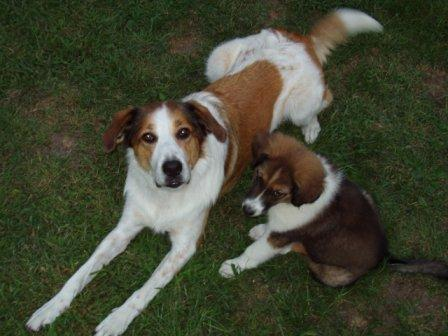
Dos collies de granja contemporáneos. Nótese la variación en el color y la morfología. El perro de la derecha tiene dos meses de edad.

El Collie de granja —en inglés: Farm Collie— es una raza canina de perro pastor y guardián de ganado de tipo Collie.
El Collie escocés ha sido seleccionado para muchas utilidades; es un perro inteligente y leal muy popular como mascota, ayudando como perro guía a personas ciegas o como perro guardián en las fronteras (border collie).
El término Farm collie tiene varias definiciones:
1. Cualquier perro tipo collie que vive en una granja
2. Cualquier perro tipo collie que hace trabajo de granja, bien como perro pastor, guardián de ganado o control de plagas
3. Perro de tipo Scotch collie que trabaja como perro boyero
4. Los remanentes del original Scotch Collie que vivió y trabajó en granjas de Estados Unidos y de los cuales derivan el Perro pastor australiano y el Pastor inglés.
5. "Rough Collies" (collie de pelo largo) de apariencia menos seleccionado